# EHC Freiburg
EHC Freiburg (celým názvem: Eishockeyclub Freiburg) je německý klub ledního hokeje, který sídlí ve městě Freiburg im Breisgau ve spolkové zemi Bádensko-Württembersko. Založen byl v roce 1961 pod názvem ERC Freiburg. Svůj současný název nese od roku 2011. Německý pohár vyhrál v roce 1984. Od sezóny 2015/16 působí v Deutsche Eishockey Lize 2, druhé německé nejvyšší soutěži ledního hokeje. Klubové barvy jsou modrá, bílá a červená.
Své domácí zápasy odehrává v Franz-Siegel-Halle s kapacitou 4 999 diváků.

## Historické názvy
Zdroj:
- 1961 – ERC Freiburg (Eishockey- und Rollsportclub Freiburg)
- 1984 – EHC Freiburg (Eishockeyclub Freiburg)
- 2002 – Wölfe Freiburg
- 2006 – EHC Freiburg (Eishockeyclub Freiburg)
- 2007 – Wölfe Freiburg
- 2011 – EHC Freiburg (Eishockeyclub Freiburg)

## Získané trofeje
- Deutscher Eishockeypokal ( 1× )
  - 1984

## Přehled ligové účasti
Stručný přehled
Zdroj:
- 1970–1971: Eishockey-Regionalliga Südwest (3. ligová úroveň v Německu)
- 1973–1974: Eishockey-Oberliga Nord (3. ligová úroveň v Německu)
- 1974–1977: Eishockey-Oberliga Süd (3. ligová úroveň v Německu)
- 1977–1979: 2. Eishockey-Bundesliga (2. ligová úroveň v Německu)
- 1979–1980: Eishockey-Bundesliga (1. ligová úroveň v Německu)
- 1980–1981: 2. Eishockey-Bundesliga (2. ligová úroveň v Německu)
- 1981–1982: Eishockey-Bundesliga (1. ligová úroveň v Německu)
- 1982–1983: 2. Eishockey-Bundesliga (2. ligová úroveň v Německu)
- 1983–1984: Eishockey-Bundesliga (1. ligová úroveň v Německu)
- 1985–1988: 2. Eishockey-Bundesliga (2. ligová úroveň v Německu)
- 1988–1993: Eishockey-Bundesliga (1. ligová úroveň v Německu)
- 1993–1994: Eishockey-Regionalliga Süd (4. ligová úroveň v Německu)
- 1994–1998: 1. Eishockey-Liga Süd (2. ligová úroveň v Německu)
- 1998–1999: Eishockey-Bundesliga (2. ligová úroveň v Německu)
- 1999–2003: 2. Eishockey-Bundesliga (2. ligová úroveň v Německu)
- 2003–2004: Deutsche Eishockey Liga (1. ligová úroveň v Německu)
- 2004–2006: 2. Eishockey-Bundesliga (2. ligová úroveň v Německu)
- 2006–2007: Eishockey-Oberliga (3. ligová úroveň v Německu)
- 2007–2008: Eishockey-Oberliga Süd (3. ligová úroveň v Německu)
- 2008–2011: 2. Eishockey-Bundesliga (2. ligová úroveň v Německu)
- 2011–2012: Eishockey-Regionalliga Südwest (4. ligová úroveň v Německu)
- 2012–2015: Eishockey-Oberliga Süd (3. ligová úroveň v Německu)
- 2015– : DEL2 (2. ligová úroveň v Německu)

Jednotlivé ročníky
Zdroj:
Legenda: ZČ – základní část, červené podbarvení – sestup, zelené podbarvení – postup, fialové podbarvení – reorganizace, změna skupiny či soutěže
| Německo (1970 – ) |                         |           |           |                                         |                         |
| Sezóny            | Soutěž                  | Úroveň    | ZČ        | Play-off                                | Poznámky                |
| 1970/71           | Regionalliga Südwest    | 3. úroveň | 3. místo  |                                         | Odhlášení               |
| …                 |                         |           |           |                                         |                         |
| 1973/74           | Oberliga Nord           | 3. úroveň | 4. místo  |                                         |                         |
| 1974/75           | Oberliga Süd            | 3. úroveň | 4. místo  | Baráž o 2. Bundesligu, sk. 1 (3. místo) |                         |
| 1975/76           | Oberliga Süd            | 3. úroveň | 3. místo  | Baráž o 2. Bundesligu, sk. 1 (2. místo) |                         |
| 1976/77           | Oberliga Süd            | 3. úroveň | 1. místo  | Baráž o 2. Bundesligu (1. místo)        | Postup                  |
| 1977/78           | 2. Bundesliga           | 2. úroveň | 6. místo  | Finálová skupina (6. místo)             |                         |
| 1978/79           | 2. Bundesliga           | 2. úroveň | 2. místo  |                                         | Postup                  |
| 1979/80           | Bundesliga              | 1. úroveň | 11. místo | Skupina o udržení (4. místo)            | Sestup                  |
| 1980/81           | 2. Bundesliga           | 2. úroveň | 1. místo  |                                         | Postup                  |
| 1981/82           | Bundesliga              | 1. úroveň | 12. místo |                                         | Sestup                  |
| 1982/83           | 2. Bundesliga           | 2. úroveň | 1. místo  |                                         | Postup                  |
| 1983/84           | Bundesliga              | 1. úroveň | 7. místo  | Zápas o 5. místo (prohra)               | Ztráta licence          |
| …                 |                         |           |           |                                         |                         |
| 1985/86           | 2. Bundesliga Süd       | 2. úroveň | 3. místo  | Baráž o Bundesligu (8. místo)           |                         |
| 1986/87           | 2. Bundesliga Süd       | 2. úroveň | 1. místo  | Baráž o Bundesligu (3. místo)           |                         |
| 1987/88           | 2. Bundesliga Süd       | 2. úroveň | 1. místo  | Baráž o Bundesligu (2. místo)           | Postup                  |
| 1988/89           | Bundesliga              | 1. úroveň | 9. místo  | Baráž o Bundesligu (1. místo)           |                         |
| 1989/90           | Bundesliga              | 1. úroveň | 10. místo | Baráž o Bundesligu (2. místo)           |                         |
| 1990/91           | Bundesliga              | 1. úroveň | 10. místo | Play-out, 1. kolo (výhra)               |                         |
| 1991/92           | Bundesliga              | 1. úroveň | 5. místo  | Čtvrtfinále                             |                         |
| 1992/93           | Bundesliga              | 1. úroveň | 11. místo | Play-out, 2. kolo (výhra)               | Ztráta licence          |
| 1993/94           | Regionalliga Süd, sk. C | 4. úroveň | 2. místo  | Finálová skupina (3. místo)             | Reorganizace            |
| 1994/95           | 1. Eishockey-Liga Süd   | 2. úroveň | 4. místo  | Vítěz                                   |                         |
| 1995/96           | 1. Eishockey-Liga Süd   | 2. úroveň | 5. místo  | Semifinále                              |                         |
| 1996/97           | 1. Eishockey-Liga Süd   | 2. úroveň | 4. místo  | Čtvrtfinále                             |                         |
| 1997/98           | 1. Eishockey-Liga Süd   | 2. úroveň | 4. místo  | Čtvrtfinále                             | Reorganizace            |
| 1998/99           | Bundesliga              | 2. úroveň | 5. místo  | Semifinále                              | Reorganizace            |
| 1999/00           | 2. Bundesliga           | 2. úroveň | 1. místo  | Zápas o 3. místo (prohra)               |                         |
| 2000/01           | 2. Bundesliga           | 2. úroveň | 8. místo  | Čtvrtfinále                             |                         |
| 2001/02           | 2. Bundesliga           | 2. úroveň | 10. místo | Skupina o udržení (2. místo)            |                         |
| 2002/03           | 2. Bundesliga           | 2. úroveň | 6. místo  | Vítěz                                   | Postup                  |
| 2003/04           | Deutsche Eishockey Liga | 1. úroveň | 14. místo | Zápas o udržení (prohra)                | Sestup                  |
| 2004/05           | 2. Bundesliga           | 2. úroveň | 9. místo  | Skupina o udržení (1. místo)            |                         |
| 2005/06           | 2. Bundesliga           | 2. úroveň | 10. místo | Skupina o udržení (5. místo)            | Sestup                  |
| 2006/07           | Oberliga                | 3. úroveň | 7. místo  | Čtvrtfinále                             |                         |
| 2007/08           | Oberliga Süd            | 3. úroveň | 2. místo  | Semifinále                              | Postup                  |
| 2008/09           | 2. Bundesliga           | 2. úroveň | 8. místo  | Předkolo                                |                         |
| 2009/10           | 2. Bundesliga           | 2. úroveň | 14. místo | Play-out, 2. kolo (prohra)              |                         |
| 2010/11           | 2. Bundesliga           | 2. úroveň | 11. místo | Skupina o udržení (3. místo)            | Sestup; přihláška do RL |
| 2011/12           | Regionalliga Südwest    | 4. úroveň | 1. místo  | Vítěz                                   | Postup                  |
| 2012/13           | Oberliga Süd            | 3. úroveň | 6. místo  | Předkolo                                |                         |
| 2013/14           | Oberliga Süd            | 3. úroveň | 2. místo  | Baráž o DEL2 (5. místo)                 |                         |
| 2014/15           | Oberliga Süd            | 3. úroveň | 1. místo  | Vítěz                                   | Postup                  |
| 2015/16           | DEL2                    | 2. úroveň | 13. místo | Play-out, 1. kolo (výhra)               |                         |
| 2016/17           | DEL2                    | 2. úroveň | 7. místo  | Čtvrtfinále                             |                         |
| 2017/18           | DEL2                    | 2. úroveň | 12. místo | Play-out, 1. kolo (výhra)               |                         |
| 2018/19           | DEL2                    | 2. úroveň |           |                                         |                         |